# Almsee
Almsee är en sjö i Österrike.   Den ligger i förbundslandet Oberösterreich, i den centrala delen av landet, 190 km väster om huvudstaden Wien. Almsee ligger 586 meter över havet. Arean är 0,99 kvadratkilometer. Den sträcker sig 2,5 kilometer i nord-sydlig riktning, och 0,9 kilometer i öst-västlig riktning.